# Мушик, Сергей Сергеевич
Серге́й Серге́евич Му́шик (укр. Сергій Сергійович Мушик; Владимирец) — украинский военнослужащий, солдат, участник российско-украинской войны. Герой Украины (2024).

## Биография
Родом из посёлка Владимирец Ровненской области. Во время российского вторжения в Украину служил в рядах ВСУ.
В течение 59 дней без перерыва находился на огневых позициях в районе села Клещиевка Бахмутского района Донецкой области. Несмотря на четыре ранения и химическое отравление, отказался от эвакуации и самостоятельно оказал себе помощь. После гибели товарищей продолжал в одиночку удерживать позиции, корректируя огонь и нанося потери противнику. Лично отразил более 10 российских штурмов.

## Награды
- Звание «Герой Украины» с удостоением ордена «Золотая Звезда» (5 декабря 2024) — за личное мужество и героизм, проявленные в защите государственного суверенитета и территориальной целостности Украины, верность военной присяге[1].